# 克萊頓維爾 (伊利諾伊州)
克萊頓維爾（英語：Claytonville）是位於美國伊利諾伊州易洛魁縣的一個非建制地區。該地的面積和人口皆未知。

## 地理
克萊頓維爾的座標為40°34′01″N 87°49′23″W / 40.56694°N 87.82306°W，而該地的平均海拔高度為201米（即659英尺）。